# Malá vodní elektrárna Bakov
Malá vodní elektrárna v Bakově nad Jizerou leží na levém břehu řeky Jizery v říčním km 49,970 v okrese Mladá Boleslav.

## Historie
Elektrárna byla postavena firmou Laurin & Klement v období 1920–1922. V roce 1937 byla zakoupena Mlýnským družstvem v Dražicích. Původní dodávka na zařízení jezu a turbínového zařízení byla firmou Laurin & Klement dojednávána s firmou Voith ze Sankt Pöltenu. Dodávku turbín nakonec získala firma Kolben a spol. Byl postaven jez systému Hubr & Lutz, elektrárna vybavena dvěma turbínami s výkonem 205 HP každá. V padesátých letech 20. století byla přistavěna nová rozvodna. V roce 1991 proběhla rekonstrukce elektrárny. Jez byl upravován v roce 1935 na stavidlový, v roce 1993 na klapkový.

## Popis

### Jez
Jez systému Huber & Lutzse byl postaven v říčním km 49,970, je postaven z železobetonu. Má šířku 28,25 m, je rozdělen na dvě pohyblivá segmentová pole po 14 m, koruna jezu je ve výšce 212,5 m n. m., pata je ve výšce 209,1 m n. m. Původní hradidlový jez byl přestavěn v roce 1935 na klapkový, který byl rekonstruován.
Náhon je na levém břehu řeky a lomí se doleva pod úhlem 90°. Na počátku náhonu nad hladinou je umístěna lávka s hrubými česlemi, těsně před vtokem k turbínám jsou umístěny jemné česle s automatickým shrabováním. Odsun pevných částí zajišťuje pásový dopravník.

### Budova
Budova elektrárny je orientovaná kolmo na řeku Jizeru, je postavena z cihel na železobetonovém základu. Budova se skládá ze tří částí. První třípodlažní část správní budovy není podsklepena a je zakončena polovalbovou střechou s dřevěným krovem krytým plechem. Navazuje přízemní část strojovny se sedlovou střechou, v obvodových  zdech jsou čtyři průmyslová okna. Na štítovou část strojovny navazuje budova rozvodny, dříve přízemní po přestavbě je patrová přístupná z galerie uvnitř strojovny. Horní patro je širší. Z rozvodny lze výstupem v severní stěně vyjít na lávku jemných česlí. Pod strojovnou jsou dva odtokové kanály, pod budovou rozvodny je jalový přepad se stavidlem. Voda odpadního kanálu se vrací do Jizery.
Na správní budově je dochováno logo firmy Laurin & Klement a nápis: ELEKTRICKÁ HYDROCENTRÁLA V BAKOVĚ.

### Vnitřní vybavení
Do dvou betonových turbínových kašen byly instalovány Francisovy turbíny s hltností 10 m³/s a výkonem 205 HP, které poháněly dva generátory na třífázový proud s výkonem 210 kVA od firmy Kolben a spol. Po rekonstrukci v roce 2007 byly osazeny nové turbíny s výkonem 272 HP, třífázovými generátory o výkonu 160 kW. Ve strojovně byla ponechána původní rozvodná deska (nefunkční). Rozvodna byla osázena dvěma transformátory. První Siemens-Schuckert o výkonu 5 kV, primární napětí 6,3 kV, sekundární napětí  380/220 V. Druhý byl vyroben v závodě Českomoravská Kolben (ČMK) Výkon 420 kV, primární napětí 22 kV, sekundární napětí 6,3 kV.

## Data
Údaje podle zdroje
- celkový výkon 0,400 MW
- roční výroba 1,833 GWh
- Francisovy turbíny 2 (výkon 200 kW každá)
- hltnost celková 20 m³/s
- spád 2,65 m